# Großer Preis von Österreich 2022
Der Große Preis von Österreich 2022 (offiziell Formula 1 Rolex Großer Preis von Österreich 2022) fand am 10. Juli auf dem Red Bull Ring in Spielberg statt und war das elfte Rennen der Formel-1-Weltmeisterschaft 2022.

## Bericht

### Hintergründe
Nach dem Großen Preis von Großbritannien führte Max Verstappen in der Fahrerwertung mit 34 Punkten vor Sergio Pérez und mit 45 Punkten vor Charles Leclerc. In der Konstrukteurswertung führte Red Bull mit 63 Punkten vor Ferrari und mit 124 Punkten vor Mercedes.
Im Rahmen des Grand Prix wurde der zweite Sprint der Saison ausgetragen.
Yuki Tsunoda, Lance Stroll, Verstappen (jeweils sieben), Pérez, Valtteri Bottas, Fernando Alonso (jeweils fünf), Pierre Gasly, Esteban Ocon, Alexander Albon, Nicholas Latifi (jeweils vier), Lewis Hamilton, Kevin Magnussen, Lando Norris, Daniel Ricciardo (jeweils zwei), Sebastian Vettel, Zhou Guanyu und George Russell (jeweils einer) gingen mit Strafpunkten ins Wochenende. Dazu gingen Tsunoda (drei), Carlos Sainz jr. (zwei), Albon, Ocon, Ricciardo, Stroll und Alonso (jeweils eine) mit Verwarnungen ins Wochenende.
Ocon bestritt seinen 100. Grand Prix.
Mit Verstappen (dreimal), Bottas (zweimal) und Hamilton (einmal) traten drei ehemalige Sieger zu diesem Grand Prix an. Zudem gewannen Verstappen und Hamilton jeweils einmal den Großen Preis der Steiermark, der ebenfalls auf dem Red Bull Ring ausgetragen wurde.
Als Rennkommissare für dieses Rennwochenende fungierten Tim Mayer (USA), Silvia Bellot (ESP), Enrique Bernoldi (BRA) und Walter Jobst (AUT).

### Erstes freies Training

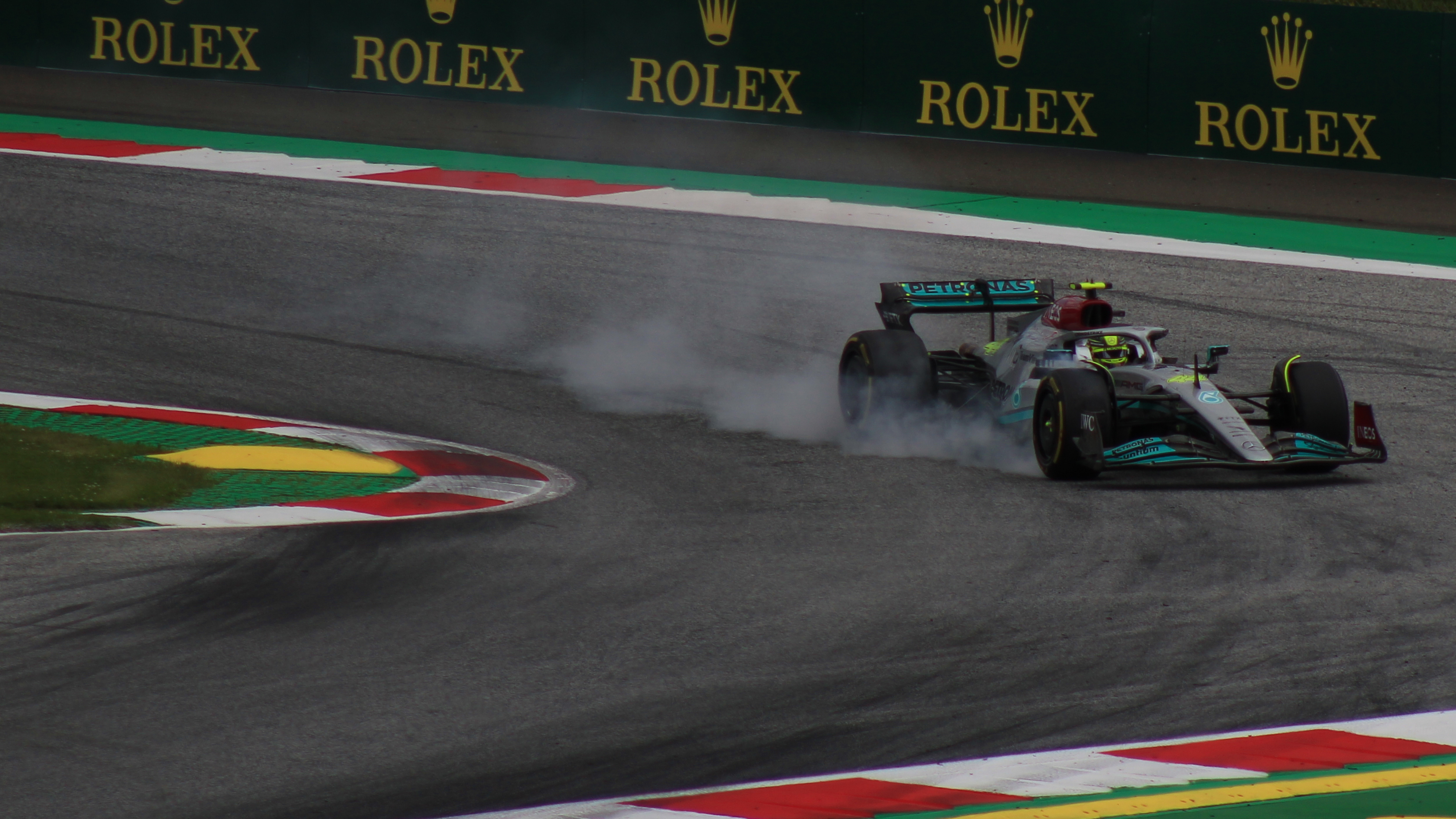
Hamilton mit einem Verbremser in der ersten Kurve

Verstappen fuhr mit einer Zeit von 1:06,302 Minuten die Bestzeit vor Leclerc und Russell.

### Qualifying
Das Qualifying bestand aus drei Teilen mit einer Nettolaufzeit von 45 Minuten. Im ersten Qualifying-Segment (Q1) hatten die Fahrer 18 Minuten Zeit, um sich für das Rennen zu qualifizieren. Alle Fahrer, die im ersten Abschnitt eine Zeit erzielten, die maximal 107 Prozent der schnellsten Rundenzeit betrug, qualifizierten sich für den Grand Prix. Die besten 15 Fahrer erreichten den nächsten Teil. Leclerc war Schnellster. Die beiden Aston Martin-Piloten sowie Latifi, Zhou und Ricciardo schieden aus.
Der zweite Abschnitt (Q2) dauerte 15 Minuten. Die schnellsten zehn Piloten qualifizierten sich für den dritten Teil des Qualifyings. Erneut war Leclerc Schnellster, die beiden AlphaTauri-Piloten sowie Bottas, Albon und Norris schieden aus.
Der letzte Abschnitt (Q3) ging über eine Zeit von zwölf Minuten, in denen die ersten zehn Startpositionen vergeben wurden. Verstappen fuhr mit einer Rundenzeit von 1:04,984 Minuten die Bestzeit vor Leclerc und Sainz jr.
Nach der Session wurde Pérez’ schnellste Runde aus Q2 wegen zu häufigen Überfahrens der Streckenbegrenzung nachträglich gestrichen. Er wurde somit auf den 13. Platz zurückversetzt.

### Zweites freies Training
Sainz jr. fuhr mit einer Zeit von 1:08,610 Minuten die Bestzeit vor Leclerc und Verstappen.

### Sprint

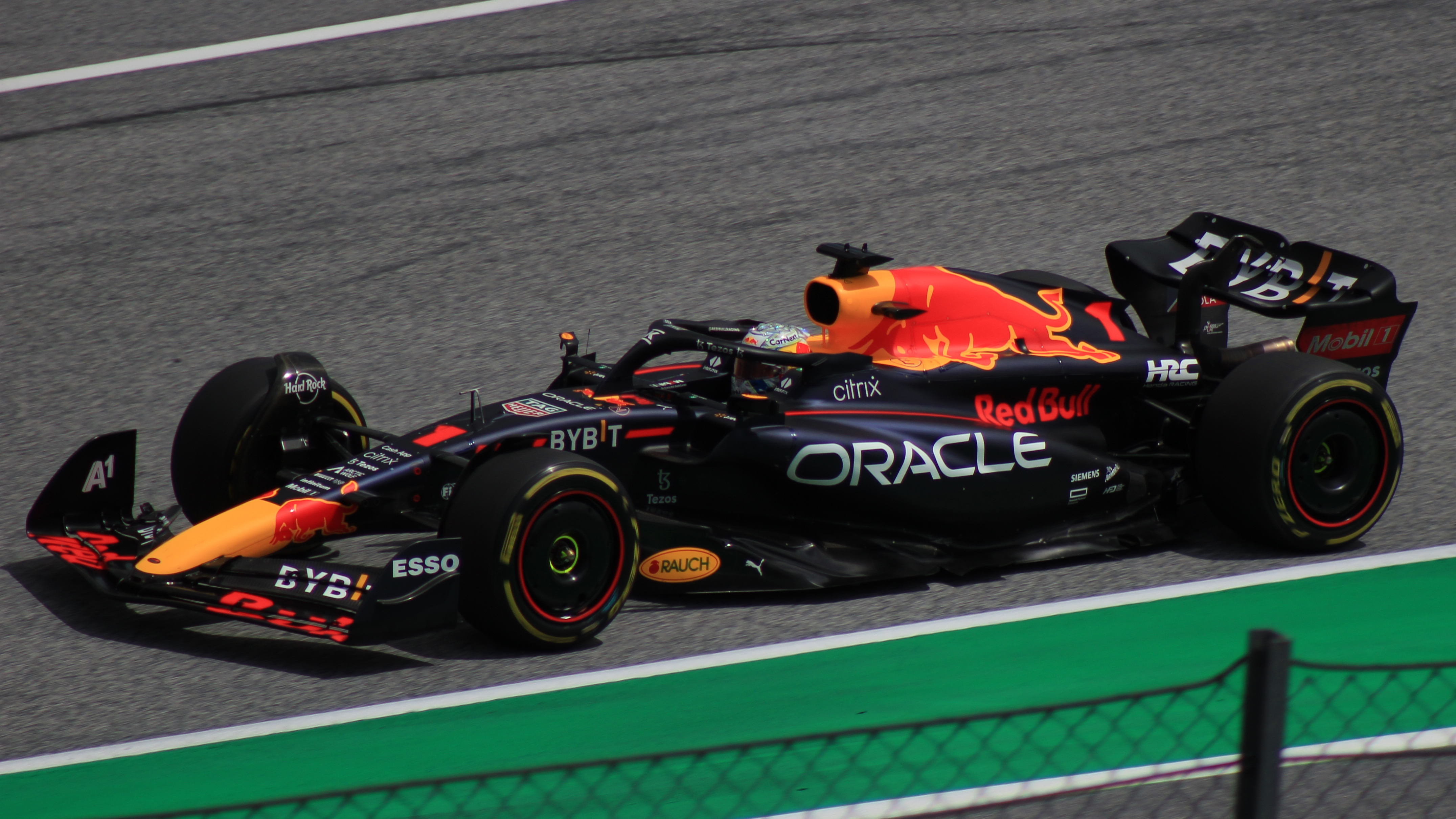
Sieger des Sprintrennens: Max Verstappen

Bereits vor dem Start kam es zu zwei Zwischenfällen. Als das Feld zur Formationsrunde startete, war Alonsos Fahrzeug noch aufgebockt und die Heizdecken lagen noch auf den Reifen. Nachdem die restlichen Fahrer die Start-Ziel-Gerade verlassen hatten, wurde der Alpine in die Box gefahren, mit der eigentlichen Absicht, den Sprint aus der Boxengasse aufzunehmen. Da sein Fahrzeug nicht mehr ansprang, konnte er letztlich nicht starten. Außerdem ging auch Zhous Alfa Romeo während der Formationsrunde aus, sodass eine weitere Formationsrunde gefahren werden musste. Er konnte seinen Wagen jedoch wieder anlassen und aus der Boxengasse heraus starten.
Verstappen gewann den Sprint, der über 23 Runden auf dem Red Bull Ring ging, vor Leclerc und Sainz jr. Die restlichen Punkteränge belegten Russell, Pérez, Ocon, Magnussen und Hamilton.
Vor dem Grand Prix kam es zu zwei Strafen. Albon erhielt eine Fünf-Sekunden-Zeitstrafe, die ihn auf Rang 16 zurückversetzte, da er Norris von der Strecke drängte. Bottas sollte wegen eines Motorwechsels ans Ende des Feldes versetzt werden, startete das Rennen dann aber schließlich aus der Boxengasse, da an seinem Wagen Teile getauscht werden mussten.

### Rennen
Fast alle Fahrer starteten das Rennen auf Mediums. Als wahrscheinlichste Strategieoption für das Rennen wurde eine Ein-Stopp-Strategie vorhergesagt.

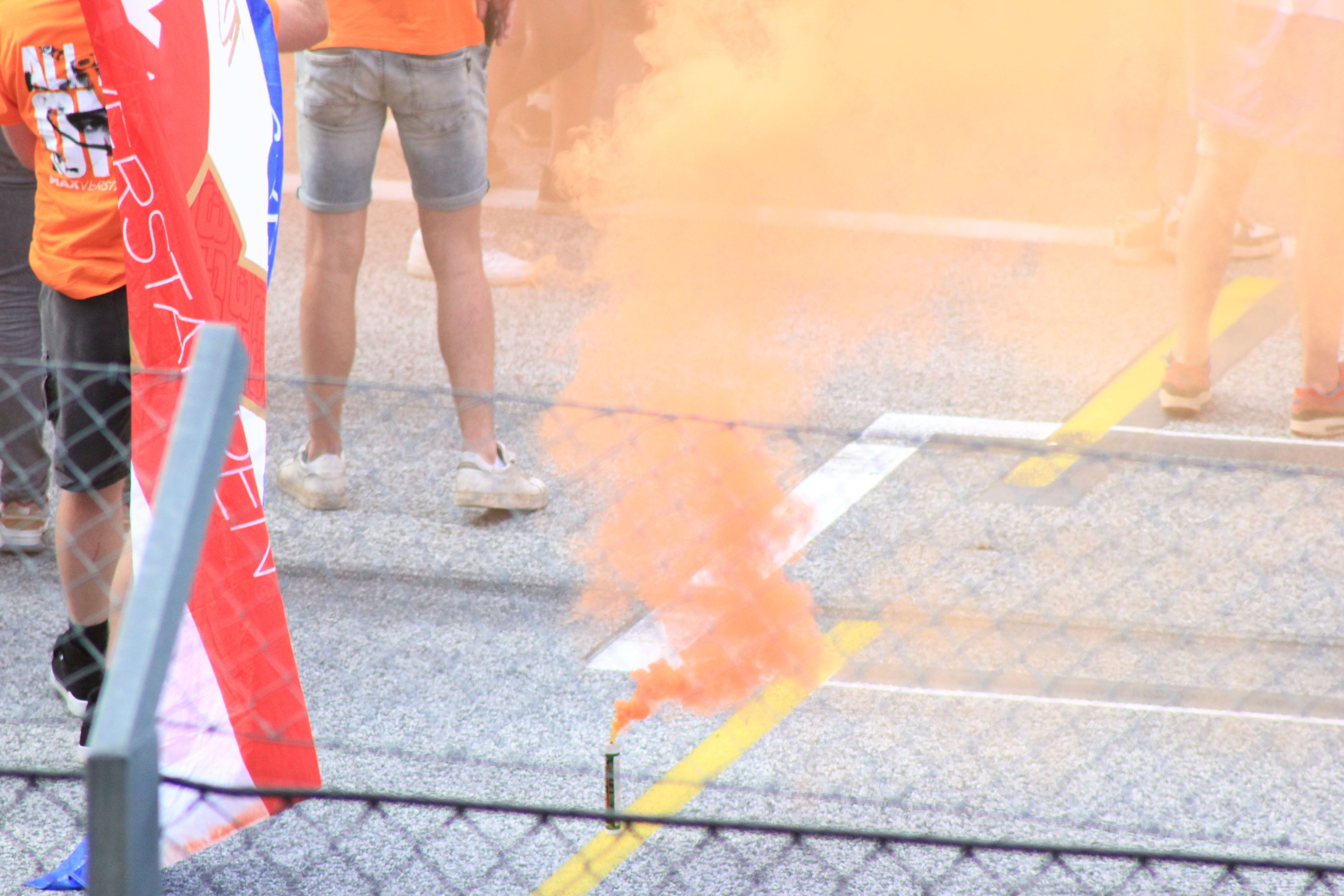
Orange Rauchfackeln wurden während des Rennens oftmals gezündet

Direkt in der ersten Runde kam es zu einer Berührung zwischen Pérez und Russell, bei der der Mexikaner im Kiesbett landete, das Rennen jedoch fortsetzen konnte. Verstappen konnte die Führung zunächst gegen Leclerc verteidigen, dieser kam jedoch immer näher heran und ging in Runde 12 schließlich am amtierenden Weltmeister vorbei. Eine Runde später absolvierte Verstappen seinen ersten Boxenstopp, was auf eine geplante Zwei-Stopp-Strategie schließen ließ. Er kam als Dritter hinter den beiden Ferrari-Piloten wieder auf die Strecke. Ferrari blieb vorerst bei der geplanten Ein-Stopp-Strategie und behielt beide Fahrer auf den Positionen 1 und 2 auf der Strecke.

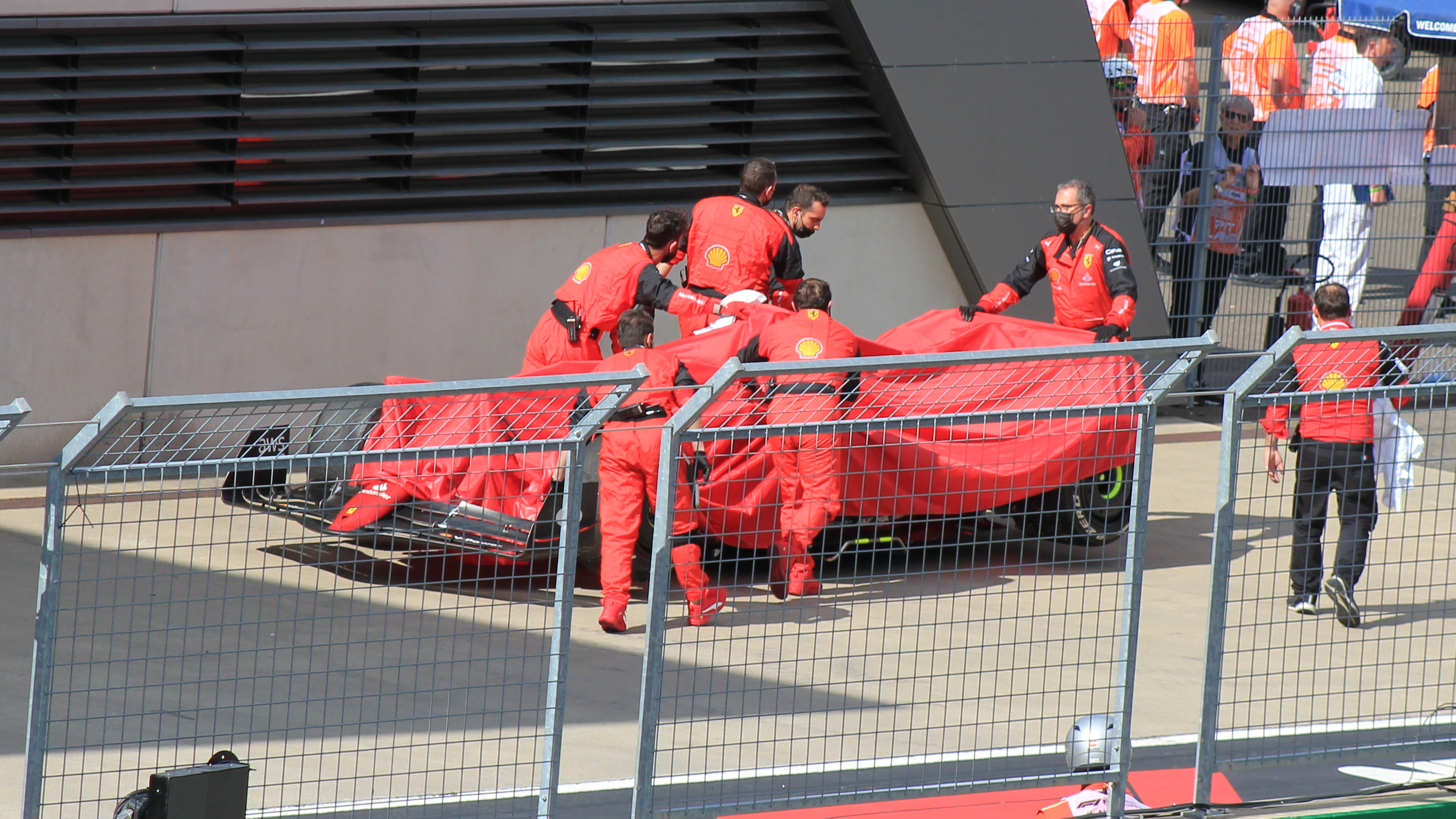
Der abgedeckte Ferrari F1-75 von Sainz nach dem Brand

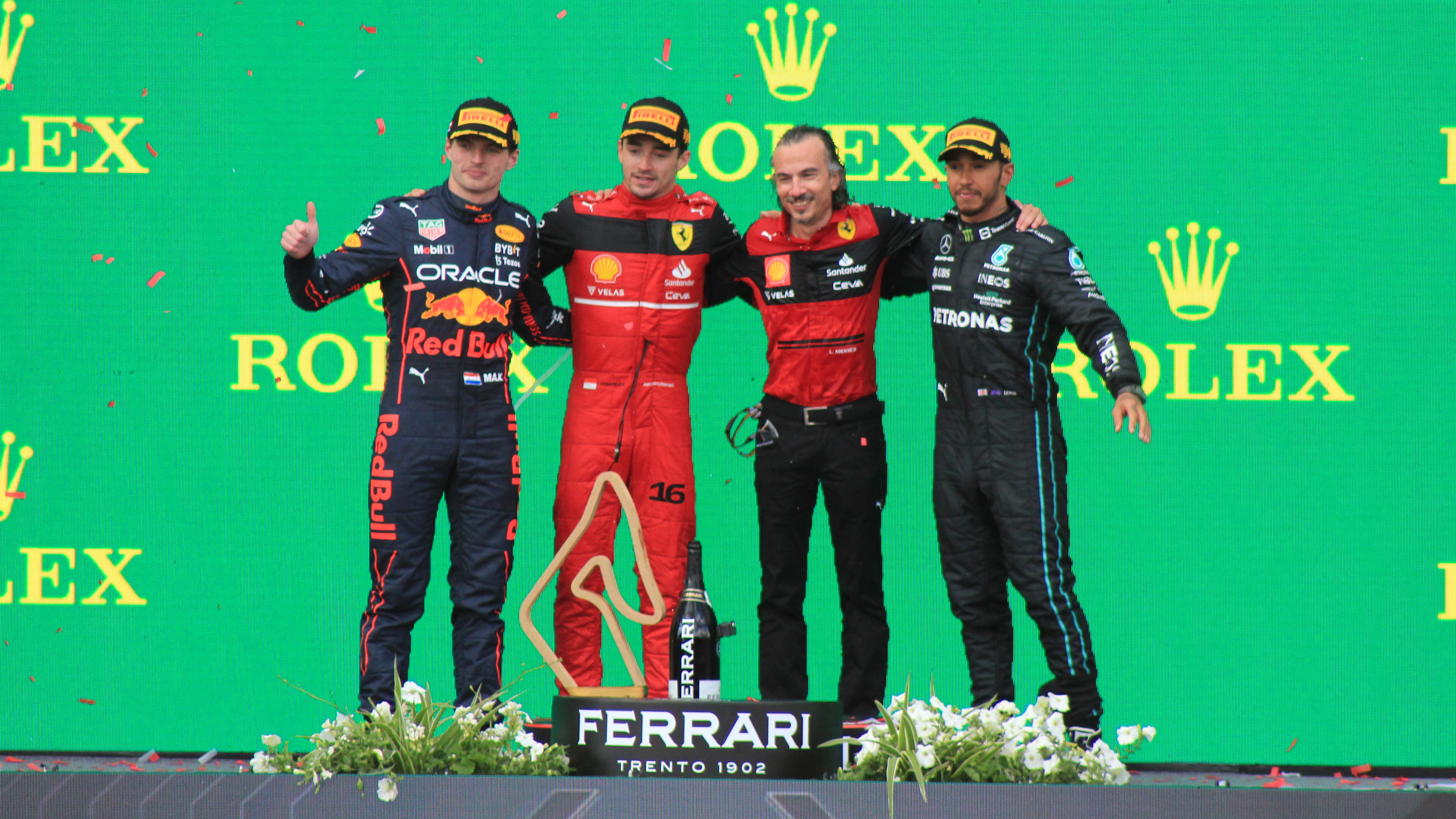
Podium nach dem Rennen

Währenddessen kam es innerhalb des Feldes immer wieder zu einzelnen Positionswechseln. In Runde 25 gab Pérez das Rennen an der Box auf. Einige Runden später kamen erst Leclerc (Runde 27) und dann Sainz jr. (Runde 28) schließlich an die Box, womit Verstappen wieder führte. Die Führung holte sich Leclerc jedoch schon wenige Runden später in Runde 32 zurück. In Runde 37 kam Verstappen zum zweiten Mal an die Box und kam hinter Sainz auf Position 3 wieder auf die Strecke.
In Runde 40 kam es zu einer Berührung zwischen Vettel und Gasly, bei der der Aston-Martin-Pilot sich ins Kiesbett drehte. Er konnte das Rennen fortsetzen, war aber bis ans Ende des Feldes zurückgefallen. Bei Ferrari wechselte man in Runde 50 ebenfalls auf eine Zwei-Stopp-Strategie und holte Leclerc an die Box, eine Runde später holte sich auch Sainz jr. neue Reifen ab. Die Führung hatte nun zunächst wieder Verstappen, doch drei Runden nach seinem Stopp holte sich Leclerc diese zurück. Auch Sainz jr. kam immer näher und war in Runde 58 kurz davor, den Red Bull von Verstappen zu überholen, als er mit einem Motorschaden ausschied. Da sein Auto am Brennen war und an einer gefährlichen Stelle stand, wurde das virtuelle Safety-Car eingesetzt. Bei dieser Gelegenheit stoppten sowohl Leclerc als auch Verstappen ein weiteres Mal. In den letzten Runden funkte Leclerc Probleme mit seinem Gaspedal, das auch sein Getriebe zu beeinträchtigen schien, an sein Team. Es gelang ihm jedoch, den Sieg ins Ziel zu retten.
Leclerc gewann das Rennen somit vor Verstappen und Hamilton. Es war Leclercs fünfter Karrieresieg sowie der erste Sieg eines Ferrari-Piloten beim Großen Preis von Österreich seit 2003. Die restlichen Punkteplatzierungen belegten Russell, Ocon, Mick Schumacher, Norris, Magnussen, Ricciardo und Alonso. Schumacher erzielte somit im zweiten Rennen in Folge Punkte. Verstappen erzielte die schnellste Rennrunde und erhielt dafür einen zusätzlichen Punkt.
In der Fahrerwertung behielt Verstappen die Führung, Leclerc war nun wieder Zweiter vor Pérez. In der Konstrukteurswertung blieben die ersten drei Positionen unverändert.

## Meldeliste
| Team                                  | Nr. | Fahrer           | Chassis                           | Motor                             | Reifen |
| ------------------------------------- | --- | ---------------- | --------------------------------- | --------------------------------- | ------ |
| Oracle Red Bull Racing                | 01  | Max Verstappen   | Red Bull Racing RB18              | Red Bull RBPTH001                 | P      |
| Oracle Red Bull Racing                | 11  | Sergio Pérez     | Red Bull Racing RB18              | Red Bull RBPTH001                 | P      |
| Mercedes-AMG Petronas F1 Team         | 63  | George Russell   | Mercedes-AMG F1 W13 E Performance | Mercedes-AMG F1 M13 E Performance | P      |
| Mercedes-AMG Petronas F1 Team         | 44  | Lewis Hamilton   | Mercedes-AMG F1 W13 E Performance | Mercedes-AMG F1 M13 E Performance | P      |
| Scuderia Ferrari                      | 16  | Charles Leclerc  | Ferrari F1-75                     | Ferrari 066/7                     | P      |
| Scuderia Ferrari                      | 55  | Carlos Sainz jr. | Ferrari F1-75                     | Ferrari 066/7                     | P      |
| McLaren F1 Team                       | 03  | Daniel Ricciardo | McLaren MCL36                     | Mercedes-AMG F1 M13 E Performance | P      |
| McLaren F1 Team                       | 04  | Lando Norris     | McLaren MCL36                     | Mercedes-AMG F1 M13 E Performance | P      |
| BWT Alpine F1 Team                    | 14  | Fernando Alonso  | Alpine A522                       | Renault E-Tech RE22               | P      |
| BWT Alpine F1 Team                    | 31  | Esteban Ocon     | Alpine A522                       | Renault E-Tech RE22               | P      |
| Scuderia AlphaTauri                   | 10  | Pierre Gasly     | AlphaTauri AT03                   | Red Bull RBPTH001                 | P      |
| Scuderia AlphaTauri                   | 22  | Yuki Tsunoda     | AlphaTauri AT03                   | Red Bull RBPTH001                 | P      |
| Aston Martin Aramco Cognizant F1 Team | 18  | Lance Stroll     | Aston Martin AMR22                | Mercedes-AMG F1 M13 E Performance | P      |
| Aston Martin Aramco Cognizant F1 Team | 05  | Sebastian Vettel | Aston Martin AMR22                | Mercedes-AMG F1 M13 E Performance | P      |
| Williams Racing                       | 23  | Alexander Albon  | Williams FW44                     | Mercedes-AMG F1 M13 E Performance | P      |
| Williams Racing                       | 06  | Nicholas Latifi  | Williams FW44                     | Mercedes-AMG F1 M13 E Performance | P      |
| Alfa Romeo F1 Team ORLEN              | 77  | Valtteri Bottas  | Alfa Romeo C42                    | Ferrari 066/7                     | P      |
| Alfa Romeo F1 Team ORLEN              | 24  | Zhou Guanyu      | Alfa Romeo C42                    | Ferrari 066/7                     | P      |
| Haas F1 Team                          | 20  | Kevin Magnussen  | Haas VF-22                        | Ferrari 066/7                     | P      |
| Haas F1 Team                          | 47  | Mick Schumacher  | Haas VF-22                        | Ferrari 066/7                     | P      |

## Klassifikationen

### Qualifying
| Pos.                                                                      | Fahrer           | Konstrukteur                 | Q1       | Q2       | Q3         |
| ------------------------------------------------------------------------- | ---------------- | ---------------------------- | -------- | -------- | ---------- |
| 01                                                                        | Max Verstappen   | Red Bull Racing-RBPT         | 1:05,852 | 1:05,374 | 1:04,984   |
| 02                                                                        | Charles Leclerc  | Ferrari                      | 1:05,419 | 1:05,287 | 1:05,013   |
| 03                                                                        | Carlos Sainz jr. | Ferrari                      | 1:05,660 | 1:05,576 | 1:05,066   |
| 04                                                                        | George Russell   | Mercedes                     | 1:06,235 | 1:05,697 | 1:05,431   |
| 05                                                                        | Esteban Ocon     | Alpine-Renault               | 1:06,468 | 1:05,993 | 1:05,726   |
| 06                                                                        | Kevin Magnussen  | Haas-Ferrari                 | 1:06,366 | 1:05,894 | 1:05,879   |
| 07                                                                        | Mick Schumacher  | Haas-Ferrari                 | 1:06,405 | 1:06,151 | 1:06,011   |
| 08                                                                        | Fernando Alonso  | Alpine-Renault               | 1:06,016 | 1:06,082 | 1:06,103   |
| 09                                                                        | Lewis Hamilton   | Mercedes                     | 1:06,079 | 1:05,475 | 1:13,151   |
| 10                                                                        | Pierre Gasly     | AlphaTauri-RBPT              | 1:06,589 | 1:06,160 | –          |
| 11                                                                        | Alexander Albon  | Williams-Mercedes            | 1:06,516 | 1:06,230 | –          |
| 12                                                                        | Valtteri Bottas  | Alfa Romeo-Ferrari           | 1:06,442 | 1:06,319 | –          |
| 13                                                                        | Sergio Pérez     | Red Bull Racing-RBPT         | 1:06,143 | 1:06,458 | keine Zeit |
| 14                                                                        | Yuki Tsunoda     | AlphaTauri-RBPT              | 1:06,463 | 1:06,851 | –          |
| 15                                                                        | Lando Norris     | McLaren-Mercedes             | 1:06,330 | 1:25,847 | –          |
| 16                                                                        | Daniel Ricciardo | McLaren-Mercedes             | 1:06,613 | –        | –          |
| 17                                                                        | Lance Stroll     | Aston Martin Aramco-Mercedes | 1:06,847 | –        | –          |
| 18                                                                        | Zhou Guanyu      | Alfa Romeo-Ferrari           | 1:06,901 | –        | –          |
| 19                                                                        | Nicholas Latifi  | Williams-Mercedes            | 1:07,003 | –        | –          |
| 20                                                                        | Sebastian Vettel | Aston Martin Aramco-Mercedes | 1:07,083 | –        | –          |
| 107-Prozent-Zeit: 1:09,998 min (bezogen auf Q1-Bestzeit von 1:05,419 min) |                  |                              |          |          |            |

Anmerkungen
1. ↑  Pérez’ schnellste Runde in Q2 wurde wegen Überschreitung der Streckenbegrenzung („track limits“) gestrichen, womit er auf Platz 13 zurückfiel.

### Sprint
| Pos. | Fahrer           | Konstrukteur                 | Runden | Zeit       | Sprint- Start | Renn- start |
| ---- | ---------------- | ---------------------------- | ------ | ---------- | ------------- | ----------- |
| 01   | Max Verstappen   | Red Bull Racing-RBPT         | 23     | 26:30,059  | 01            | 01          |
| 02   | Charles Leclerc  | Ferrari                      | 23     | + 1,675    | 02            | 02          |
| 03   | Carlos Sainz jr. | Ferrari                      | 23     | + 5,644    | 03            | 03          |
| 04   | George Russell   | Mercedes                     | 23     | + 13,429   | 04            | 04          |
| 05   | Sergio Pérez     | Red Bull Racing-RBPT         | 23     | + 18,302   | 13            | 05          |
| 06   | Esteban Ocon     | Alpine-Renault               | 23     | + 31,032   | 05            | 06          |
| 07   | Kevin Magnussen  | Haas-Ferrari                 | 23     | + 34,539   | 06            | 07          |
| 08   | Lewis Hamilton   | Mercedes                     | 23     | + 35,447   | 09            | 08          |
| 09   | Mick Schumacher  | Haas-Ferrari                 | 23     | + 37,163   | 07            | 09          |
| 10   | Valtteri Bottas  | Alfa-Romeo-Ferrari           | 23     | + 37,557   | 12            | Box         |
| 11   | Lando Norris     | McLaren-Mercedes             | 23     | + 38,580   | 15            | 10          |
| 12   | Daniel Ricciardo | McLaren-Mercedes             | 23     | + 39,738   | 16            | 11          |
| 13   | Lance Stroll     | Aston Martin Aramco-Mercedes | 23     | + 48,241   | 17            | 12          |
| 14   | Zhou Guanyu      | Alfa-Romeo-Ferrari           | 23     | + 50,753   | 18            | 13          |
| 15   | Pierre Gasly     | AlphaTauri-RBPT              | 23     | + 52,125   | 10            | 14          |
| 16   | Alexander Albon  | Williams-Mercedes            | 23     | + 52,412   | 11            | 15          |
| 17   | Yuki Tsunoda     | AlphaTauri-RBPT              | 23     | + 54,556   | 14            | 16          |
| 18   | Nicholas Latifi  | Williams-Mercedes            | 23     | + 1:08,694 | 19            | 17          |
| 19   | Sebastian Vettel | Aston Martin Aramco-Mercedes | 21     | DNF        | 20            | 18          |
| DNS  | Fernando Alonso  | Alpine-Renault               | –      | –          | 08            | 19          |

Anmerkungen
1. ↑  Bottas wurde wegen eines Motorenwechsels ans Ende des Feldes versetzt.
2. ↑  Bottas startete das Rennen aus der Boxengasse, da an seinem Wagen Teile getauscht wurden, als er unter Parc-fermé-Bedingungen stand.
3. ↑  Albon erhielt eine Zeitstrafe von fünf Sekunden, da er einen anderen Fahrer von der Strecke drängte.

### Rennen
| Pos. | Fahrer           | Konstrukteur                 | Runden | Stopps | Zeit        | Start | Schnellste Runde |
| ---- | ---------------- | ---------------------------- | ------ | ------ | ----------- | ----- | ---------------- |
| 01   | Charles Leclerc  | Ferrari                      | 71     | 3      | 1:24:24,312 | 02    | 1:07,583 (62.)   |
| 02   | Max Verstappen   | Red Bull Racing-RBPT         | 71     | 3      | + 1,532     | 01    | 1:07,275 (62.)   |
| 03   | Lewis Hamilton   | Mercedes                     | 71     | 2      | + 41,217    | 08    | 1:09,000 (63.)   |
| 04   | George Russell   | Mercedes                     | 71     | 2      | + 58,972    | 04    | 1:09,075 (61.)   |
| 05   | Esteban Ocon     | Alpine-Renault               | 71     | 2      | + 1:08,436  | 06    | 1:09,559 (62.)   |
| 06   | Mick Schumacher  | Haas-Ferrari                 | 70     | 2      | + 1 Runde   | 09    | 1:09,625 (50.)   |
| 07   | Lando Norris     | McLaren-Mercedes             | 70     | 2      | + 1 Runde   | 10    | 1:09,304 (62.)   |
| 08   | Kevin Magnussen  | Haas-Ferrari                 | 70     | 2      | + 1 Runde   | 07    | 1:09,938 (61.)   |
| 09   | Daniel Ricciardo | McLaren-Mercedes             | 70     | 2      | + 1 Runde   | 11    | 1:09,924 (61.)   |
| 10   | Fernando Alonso  | Alpine-Renault               | 70     | 3      | + 1 Runde   | 19    | 1:08,558 (62.)   |
| 11   | Valtteri Bottas  | Alfa Romeo-Ferrari           | 70     | 2      | + 1 Runde   | Box   | 1:09,266 (61.)   |
| 12   | Alexander Albon  | Williams-Mercedes            | 70     | 2      | + 1 Runde   | 15    | 1:09,669 (60.)   |
| 13   | Lance Stroll     | Aston Martin Aramco-Mercedes | 70     | 2      | + 1 Runde   | 12    | 1:10,048 (64.)   |
| 14   | Zhou Guanyu      | Alfa Romeo-Ferrari           | 70     | 2      | + 1 Runde   | 13    | 1:09,380 (50.)   |
| 15   | Pierre Gasly     | AlphaTauri-RBPT              | 70     | 2      | + 1 Runde   | 14    | 1:10,104 (61.)   |
| 16   | Yuki Tsunoda     | AlphaTauri-RBPT              | 70     | 2      | + 1 Runde   | 16    | 1:10,023 (62.)   |
| 17   | Sebastian Vettel | Aston Martin Aramco-Mercedes | 70     | 2      | + 1 Runde   | 18    | 1:10,001 (62.)   |
| –    | Carlos Sainz jr. | Ferrari                      | 56     | 2      | DNF         | 03    | 1:08,649 (55.)   |
| –    | Nicholas Latifi  | Williams-Mercedes            | 48     | 3      | DNF         | 17    | 1:10,890 (14.)   |
| –    | Sergio Pérez     | Red Bull Racing-RBPT         | 24     | 2      | DNF         | 05    | 1:11,843 (05.)   |

Anmerkungen
1. ↑  Gasly erhielt eine Fünf-Sekunden-Zeitstrafe für das Verursachen einer Kollision mit Vettel. Die Zeitstrafe hatte keine Auswirkung auf seine Positionierung.
2. ↑  Vettel beendete das Rennen als 16., erhielt aber eine Fünf-Sekunden-Zeitstrafe für das Überschreiten der Streckenbegrenzungen und fiel daher auf Platz 17 zurück.

## WM-Stände nach dem Rennen
Die ersten acht des Sprints bekamen 8, 6, 5, 4, 3, 2 bzw. 1 Punkt(e). Die ersten zehn des Rennens bekamen 25, 18, 15, 12, 10, 8, 6, 4, 2 bzw. 1 Punkt(e). Zusätzlich gab es einen Punkt für die schnellste Rennrunde, da der Fahrer unter den ersten Zehn landete.

### Fahrerwertung
| Pos. | Fahrer           | Konstrukteur         | Punkte |
| ---- | ---------------- | -------------------- | ------ |
| 01   | Max Verstappen   | Red Bull Racing-RBPT | 208    |
| 02   | Charles Leclerc  | Ferrari              | 170    |
| 03   | Sergio Pérez     | Red Bull Racing-RBPT | 151    |
| 04   | Carlos Sainz jr. | Ferrari              | 133    |
| 05   | George Russell   | Mercedes             | 128    |
| 06   | Lewis Hamilton   | Mercedes             | 109    |
| 07   | Lando Norris     | McLaren-Mercedes     | 64     |
| 08   | Esteban Ocon     | Alpine-Renault       | 52     |
| 09   | Valtteri Bottas  | Alfa Romeo-Ferrari   | 46     |
| 10   | Fernando Alonso  | Alpine-Renault       | 29     |
| 11   | Kevin Magnussen  | Haas-Ferrari         | 22     |

| Pos. | Fahrer           | Konstrukteur                 | Punkte |
| ---- | ---------------- | ---------------------------- | ------ |
| 12   | Daniel Ricciardo | McLaren-Mercedes             | 17     |
| 13   | Pierre Gasly     | AlphaTauri-RBPT              | 16     |
| 14   | Sebastian Vettel | Aston Martin Aramco-Mercedes | 15     |
| 15   | Mick Schumacher  | Haas-Ferrari                 | 12     |
| 16   | Yuki Tsunoda     | AlphaTauri-RBPT              | 11     |
| 17   | Zhou Guanyu      | Alfa Romeo-Ferrari           | 5      |
| 18   | Alexander Albon  | Williams-Mercedes            | 3      |
| 19   | Lance Stroll     | Aston Martin Aramco-Mercedes | 3      |
| 20   | Nicholas Latifi  | Williams-Mercedes            | 0      |
| 21   | Nico Hülkenberg  | Aston Martin Aramco-Mercedes | 0      |

### Konstrukteurswertung
| Pos. | Konstrukteur         | Punkte |
| ---- | -------------------- | ------ |
| 1    | Red Bull Racing-RBPT | 359    |
| 2    | Ferrari              | 303    |
| 3    | Mercedes             | 237    |
| 4    | McLaren-Mercedes     | 81     |
| 5    | Alpine-Renault       | 81     |

| Pos. | Konstrukteur                 | Punkte |
| ---- | ---------------------------- | ------ |
| 06   | Alfa Romeo-Ferrari           | 51     |
| 07   | Haas-Ferrari                 | 34     |
| 08   | AlphaTauri-RBPT              | 27     |
| 09   | Aston Martin Aramco-Mercedes | 18     |
| 10   | Williams-Mercedes            | 3      |